# Монтіселло (Міссісіпі)
Монтіселло (англ. Monticello) — місто (англ. town) в США, в окрузі Лоуренс штату Міссісіпі. Населення — 1441 особа (2020).

## Географія
Монтіселло розташоване за координатами 31°33′10″ пн. ш. 90°6′50″ зх. д. / 31.55278° пн. ш. 90.11389° зх. д. (31.552907, -90.113970).  За даними Бюро перепису населення США в 2010 році місто мало площу 11,04 км², з яких 10,80 км² — суходіл та 0,24 км² — водойми.

## Демографія
Згідно з переписом 2010 року, у місті мешкала 1571 особа в 613 домогосподарствах у складі 400 родин. Густота населення становила 142 особи/км².  Було 742 помешкання (67/км²).
Расовий склад населення:
| - 58,0 % — білих - 31,9 % — чорних або афроамериканців - 0,7 % — азіатів - 8,3 % — осіб інших рас |

До двох чи більше рас належало 1,1 %. Частка іспаномовних становила 9,0 % від усіх жителів.
За віковим діапазоном населення розподілялося таким чином: 24,9 % — особи молодші 18 років, 60,1 % — особи у віці 18—64 років, 15,0 % — особи у віці 65 років та старші. Медіана віку мешканця становила 35,1 року. На 100 осіб жіночої статі у місті припадало 97,6 чоловіків;  на 100 жінок у віці від 18 років та старших — 99,0 чоловіків також старших 18 років.
Середній дохід на одне домашнє господарство  становив 37 781 долар США (медіана — 25 119), а середній дохід на одну сім'ю — 46 697 доларів (медіана — 36 008). Медіана доходів становила 37 379 доларів для чоловіків та 22 170 доларів для жінок. За межею бідності перебувало 31,8 % осіб, у тому числі 42,3 % дітей у віці до 18 років та 18,5 % осіб у віці 65 років та старших.
Цивільне працевлаштоване населення становило 547 осіб. Основні галузі зайнятості: освіта, охорона здоров'я та соціальна допомога — 31,3 %, роздрібна торгівля — 25,4 %, науковці, спеціалісти, менеджери — 9,5 %, мистецтво, розваги та відпочинок — 6,4 %.